# Carlos López Hernández
Carlos López Hernández (Papatrigo, 4 de noviembre de 1945) es un eclesiástico y jurista español. Fue obispo de  Plasencia, entre 1994 y 2003 y obispo de Salamanca entre 2003 hasta 2021.

## Biografía

### Primeros años y formación
Carlos nació el 4 de noviembre de 1945, en la localidad abulense de Papatrigo, España.
En 1970 se diplomó en Liturgia por el Instituto Superior Pastoral.
Entre los años 1974 y 1982 se Licenció en Teología y se Doctoró en Derecho canónico por la Universidad Pontificia de Salamanca.

### Sacerdocio
Fue ordenado sacerdote el día 5 de septiembre de 1970.
Como sacerdote comenzó como cura ecónomo en el municipio de Muñosancho entre los años 1977 y 1979.
En el 1980 se trasladó hacia Alemania donde estuvo como colaborador científico en el Instituto de Derecho Canónico de la Universidad de Múnich hasta 1983 que regresó a España. 
En 1984 durante un año fue el párroco en Narros de Saldueña y durante este tiempo fue también vicario judicial de la Diócesis de Ávila y en 1993, vicario episcopal para el Sínodo de Ávila, ambos cargos hasta 1994.

## Episcopado

### Obispo de Plasencia
El día 15 de marzo del año 1994, el papa Juan Pablo II lo nombró obispo de la Diócesis de Plasencia, recibiendo el sacramento del orden el día 15 de mayo del mismo año, a manos de su consagrante el (entonces nuncio apostólico en España) Mario Tagliaferri y teniendo como co-consagrantes en la ceremonia de la toma de posesión al (entonces arzobispo de Toledo) el cardenal Marcelo González Martín y al (entonces arzobispo de Zaragoza) Elías Yanes Álvarez, sucediendo al anterior obispo de la diócesis Santiago Martínez Acebes.
Desde el año 1993 es miembro de la Conferencia Episcopal Española (CEE), perteneciendo hasta 1999 a la Comisión Episcopal de Apostolado Seglar.

### Obispo de Salamanca
El 9 de enero del año 2003 el papa Juan Pablo II, lo nombró obispo de la Diócesis de Salamanca, tomando posesión el día 2 de marzo del mismo año, donde sucedió al monseñor Braulio Rodríguez Plaza.
Entre 2002 al 2005 perteneció a la Comisión de Liturgia, y actualmente es el presidente de la Junta Episcopal de Asuntos Jurídicos.
Entre 2005 y 2015 fue gran canciller de la Universidad Pontificia de Salamanca y posteriormente vicecanciller hasta 2022.
Entre 2006 y 2010 fue presidente de la Fundación Las Edades del Hombre.

### Renuncia
El 15 de noviembre de 2021 fue aceptada su renuncia al gobierno pastoral de la Diócesis de Salamanca por límite de edad.